# プリン・ス
『プリン・ス』は、一部日本テレビ系列局ほかで放送されていた日本海テレビ・ティスエンタテイメント製作（前者については初期にはクレジット表示があったが、後にノンクレジット扱いへと移行）の音楽番組である。製作局の日本海テレビでは2003年5月から2008年3月25日まで放送された。

## 概要
東京プリンの2人が女性モデルや女性歌手とともにMCを務めていた深夜番組で、彼らの冠番組の1つとなった。放送開始当初は日本海テレビのみでの放送だったが、後にサンテレビや高知放送などネット局が少しずつ増えていき、2005年4月時点で29局にまで拡大された。
収録は毎回2本撮りで（2006年9月19日 - 10月10日放送分に関しては4本撮り）、東京渋谷のJ-POP CAFE SHIBUYAで行われていた。J-POP CAFEで収録できない時には、avexインタビュールームで収録していた。かつてはお台場のJ-POP CAFE ODAIBAでも収録が行われていた。番組でオンエアされるプロモーションビデオは、すべてスタッフが決めていた（番組内でのテロップより）。
2005年ごろまではmusic.jpがスポンサーを務めていた。また、番組の始まりと終わりには、カウキャッチャーとして森永製菓の製品CMが流れていた。番組の企画で森永製菓のCMを製作し、通常CMとして放送していたこともある。
番組は2008年3月25日放送分をもって同タイトルでの放送を終了し、2008年4月1日に『プリン・ス2』と題してリニューアルスタートした。

## 出演者

### MC
- 牧野隆志（東京プリン）
- 伊藤洋介（東京プリン）
- 岩堀せり（モデル、2003年（放送第2回目あたり） - 2005年頃）
- 長谷部優（DRM、2005年4月 - 2005年10月頃）
- 嵯峨百合子（モデル、2007年10月 - 2007年12月）
- 渋谷亜希（2008年1月15日 - 次番組『プリン・ス2』）

### ナレーター
- AYA

## コーナー
- PV紹介（メイン）コーナー（渋谷亜希、伊藤洋介担当コーナー）
- 今週はコレを聴け!（牧野隆志担当コーナー）
- Prince Check（不定期）
- HAPPY SWEET TALK BAR ドルチェ（主に新人アーティストが出演）
- music.jp Power Push（着うた紹介コーナー）

## 放送局
| 放送対象地域   | 放送局                   | 系列           | 放送日時                                                                                        | 備考   |
| -------------- | ------------------------ | -------------- | ----------------------------------------------------------------------------------------------- | ------ |
| 鳥取県・島根県 | 日本海テレビ             | 日本テレビ系列 | 火曜 25時01分 - 25時31分（不明 - 2007年9月） 火曜 25時04分 - 25時34分（2007年10月 - 2008年3月） | 製作局 |
| 北海道         | 札幌テレビ               | 日本テレビ系列 | 水曜 26時09分 - 26時39分                                                                        |        |
| 青森県         | 青森放送                 | 日本テレビ系列 | 月曜 24時29分 - 24時59分                                                                        |        |
| 岩手県         | テレビ岩手               | 日本テレビ系列 | 水曜 25時48分 - 26時18分                                                                        |        |
| 宮城県         | ミヤギテレビ             | 日本テレビ系列 | 水曜 25時30分 - 26時00分                                                                        |        |
| 秋田県         | 秋田放送                 | 日本テレビ系列 | 日曜 26時30分 - 27時00分                                                                        |        |
| 山形県         | 山形放送                 | 日本テレビ系列 | 火曜 25時04分 - 25時34分                                                                        |        |
| 福島県         | 福島中央テレビ           | 日本テレビ系列 | 火曜 25時29分 - 25時59分                                                                        |        |
| 山梨県         | 山梨放送                 | 日本テレビ系列 | 月曜 25時19分 - 25時49分                                                                        |        |
| 新潟県         | テレビ新潟               | 日本テレビ系列 | 火曜 24時59分 - 25時29分                                                                        |        |
| 長野県         | テレビ信州               | 日本テレビ系列 | 水曜 24時59分 - 25時29分                                                                        |        |
| 静岡県         | 静岡第一テレビ           | 日本テレビ系列 | 火曜 26時29分 - 26時59分                                                                        |        |
| 富山県         | 北日本放送               | 日本テレビ系列 | 火曜 25時25分 - 25時55分                                                                        |        |
| 石川県         | テレビ金沢               | 日本テレビ系列 | 日曜 26時00分 - 26時30分                                                                        |        |
| 福井県         | 福井放送                 | 日本テレビ系列 | 金曜 25時45分 - 26時15分                                                                        |        |
| 広島県         | 広島テレビ               | 日本テレビ系列 | 土曜 26時00分 - 26時30分                                                                        |        |
| 山口県         | 山口放送                 | 日本テレビ系列 | 月曜 24時59分 - 25時29分                                                                        |        |
| 香川県・岡山県 | 西日本放送               | 日本テレビ系列 | 木曜 26時04分 - 26時34分                                                                        |        |
| 愛媛県         | 南海放送                 | 日本テレビ系列 | 火曜 25時05分 - 25時35分                                                                        |        |
| 高知県         | 高知放送                 | 日本テレビ系列 | 木曜 25時24分 - 25時54分                                                                        |        |
| 福岡県         | 福岡放送                 | 日本テレビ系列 | 水曜 25時39分 - 26時09分                                                                        |        |
| 長崎県         | 長崎国際テレビ           | 日本テレビ系列 | 水曜 24時59分 - 25時29分                                                                        |        |
| 熊本県         | くまもと県民テレビ       | 日本テレビ系列 | 火曜 25時39分 - 26時09分                                                                        |        |
| 鹿児島         | 鹿児島読売テレビ         | 日本テレビ系列 | 日曜 25時30分 - 26時00分                                                                        |        |
| 宮崎県         | 宮崎放送                 | TBS系列        | 土曜 25時40分 - 26時07分                                                                        |        |
| 中京広域圏     | 名古屋テレビ（メ〜テレ） | テレビ朝日系列 | 金曜 26時45分 - 27時15分                                                                        |        |
| 大分県         | 大分朝日放送             | テレビ朝日系列 | 月曜 25時45分 - 26時15分                                                                        |        |
| 神奈川県       | テレビ神奈川             | 独立UHF局      | 月曜 24時45分 - 25時15分                                                                        |        |
| 兵庫県         | サンテレビ               | 独立UHF局      | 金曜 18時00分 - 18時30分                                                                        |        |

## 備考
- 番組収録でのスタッフの数が非常に少なく、2006年8月22日と29日放送分ではスタッフの数が7人と、それまで最も少ない人数で収録が行われた。
- 2006年9月26日 - 10月10日の放送では、東京プリンの意見でゲストの金築卓也がMCを務め、東京プリンがゲストとなった。
- 150回記念回では東京プリン2人の希望により、2週にわたってタイでのロケの模様を放送した。
- 2006年に一度、罰ゲームで左プリン牧野1人で番組を進行した。その際に伴都美子に電話をかけたり、右プリン伊藤はなぜ結婚できないのか？というアンケートを番組スタッフに取り、それを紹介したりしていた。
- 2007年3月27日の放送で放送200回を迎えた。しかし、番組では小さなくす玉を開いて祝うだけだった。
- 2007年8月の放送では右プリン伊藤が首のヘルニアのためにプリンの被り物を被れず、モザイクおよび自身のキャラクターで顔を隠す処置が取られた。
- ジャニーズ・エンタテイメントが毎回所属アーティストの新曲CD、アルバム、DVDや新曲のサンプル版を番組宛に送ってくれるという。また、右プリン伊藤が大のジャニーズ好きのためかジャニーズ系のPVを流すことが多く、特にKinKi Kidsの新曲やニューアルバムは必ず放送されていた。
- 10月[いつ?]のリニューアルで牧野と伊藤がそれぞれ別々にコーナーを持つようになった。
- 2007年12月25日の放送では、伊藤が風邪のために番組を欠席。代わりにナレーターを務めていたajaが「天の声」として出演した（姿は現さず、声のみの出演）。また、この放送で嵯峨百合子が番組を卒業した。
- 2008年2月12日 - 18日の放送で、倖田來未のPVを紹介する際に「この番組は1月29日に収録したものです」というテロップが各局で表示された（倖田が謹慎中で、PR活動も禁止中だったため）。

| 日本海テレビ 火曜深夜自主制作枠 | 日本海テレビ 火曜深夜自主制作枠      | 日本海テレビ 火曜深夜自主制作枠 |
| 前番組                          | 番組名                               | 次番組                          |
| ------------------------------- | ------------------------------------ | ------------------------------- |
| 東京現人                        | プリン・ス （2003年5月 - 2008年3月） | プリン・ス2                     |